# Marávia (distrito)
Marávia é um distrito da província de Tete, em Moçambique, com sede na vila de Fingoé. Tem limite, a norte com a Zâmbia, a oeste com o distrito do Zumbo, a sul com os distritos de Magoé e Cahora-Bassa, e a leste com os distritos de Chiuta e Chifunde.
De acordo com o Censo de 1997, o distrito tem 53 031 habitantes e uma área de 16 466 km², daqui resultando uma densidade populacional de 3,2 habitantes por km².

## Divisão administrativa
O distrito está dividido em quatro postos administrativos (Chipera, Chiputo, Fingoé e Molowera), compostos pelas seguintes localidades:
- Posto Administrativo de Chipera:
  - Chipera
  - Chiringa
  - Chissete
  - Ntayansupa
- Posto Administrativo de Chiputo:
  - Chipungo
  - Chiputo
  - Chizane
- Posto Administrativo de Fingoé:
  - Angombe
  - Mazeze
  - Nhenda
- Posto Administrativo de Molowera:
  - Cassuende
  - Molowera
  - N'Canha